# マント (紋章学)

エスカッシャン
フィールド
サポーター
モットー (スコットランド)
クレスト
リース
マント
ヘルメット
クラウン/コロネット
コンパートメント
チャージ
オーディナリー
モットー
画像ファイル（環境により文字がずれることもあります）

マント（英: Mantling）又はランバキン（英: 仏: Lambrequin）は、騎士が身につけたマントを模した紋章の構成要素である。エスカッシャンの上のヘルメットに結ばれた生地の形で表され、エスカッシャンの背景を形作る。

## 解説

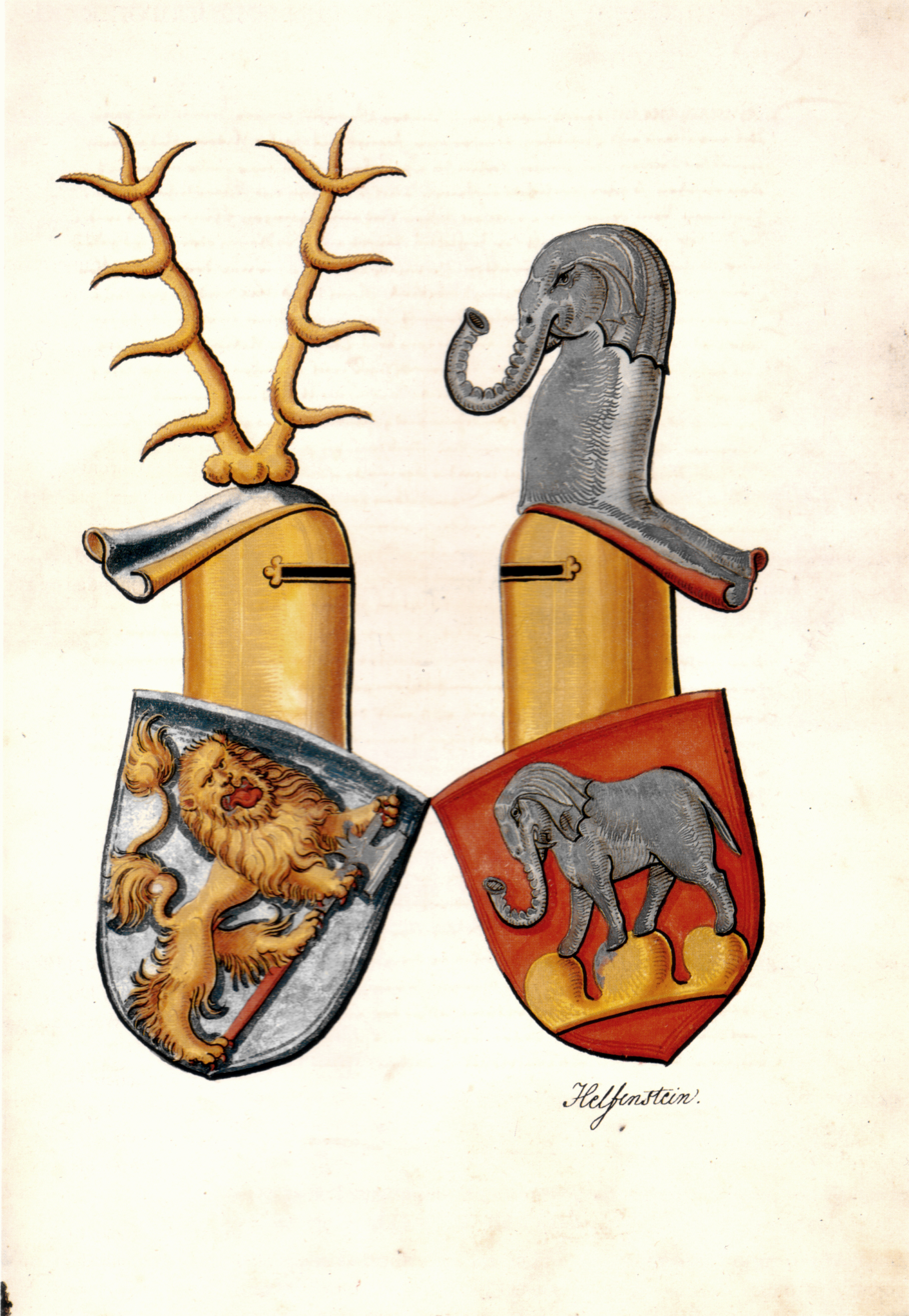
初期のマント（16世紀の書物 Zimmern Chronicle より）

そもそも、騎士がマントを身につけたのには2つの理由がある。第1に、周囲の環境からの影響を食い止めるためである。全身を覆う金属の鎧に直射日光が当たることで鎧の内部が極端に暑くなることを少しでも低減させるためが第1で、金属の表面と擦れ合うことで鎧が錆びるのを防ぐ効果もあった。特に、十字軍の遠征のような中東での戦争では強烈な日差しと暑さに対する対策が必須であった。第2に、戦闘において相手の武器をからめとり、直撃を防ぐためであった。紋章に描かれるマントは、ヘルメットから吊るすように騎士が身につけた保護布（しばしばリネン）の覆いの描写である。そこから、ずたずたになったマントはその者が戦場で勇敢に戦ったことを象徴するようになり、紙紋章においては勇敢さを示すためにマントは通常、ぼろぼろであるか、ずたずたに断ち切られたように示されるが、美術的な理由からほとんどの場合左右対称である。マントを身につけて戦場に赴くことがなくなった現代でもこの伝統的様式は変わっていない。

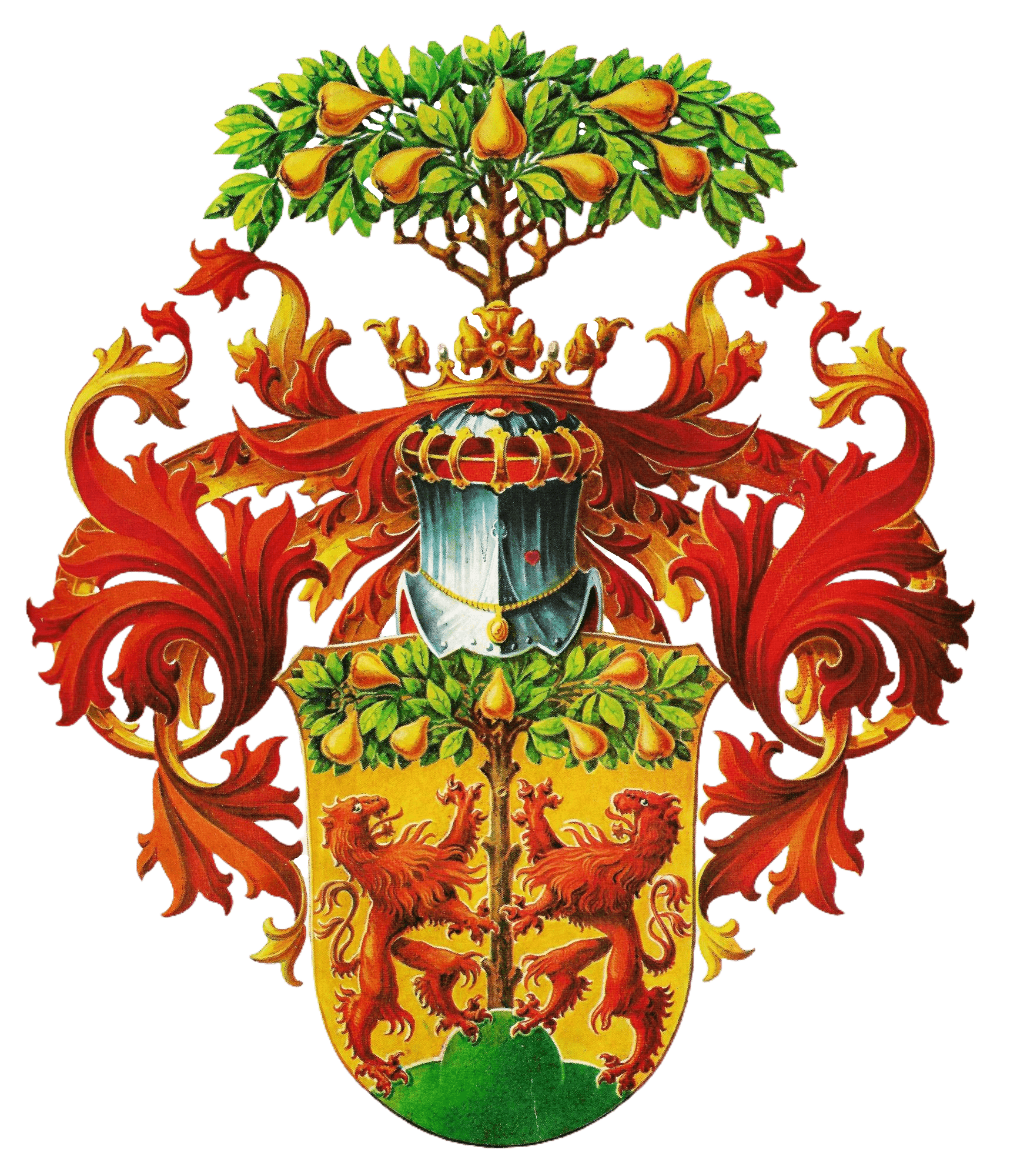
マントの例。（ドイツ・ザクセン州ピルマ市の紋章）

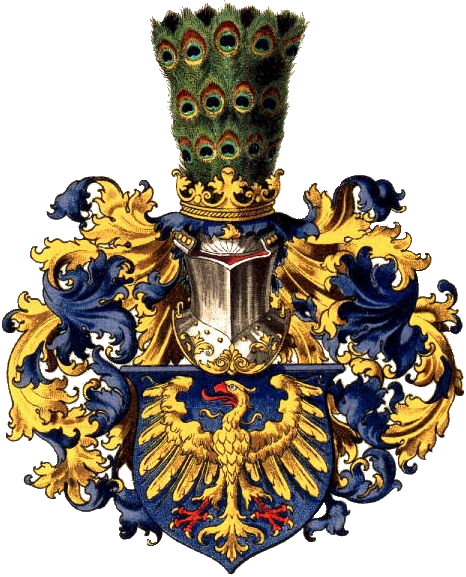
マントの例。（19世紀頃の上シレジアの紋章）

稀に、戦闘に関与していなかったことを象徴するためにマントは無傷のカーテンとして示されることがある。ヘルメットは戦闘用の装具であるという仮定と矛盾している存在にもかかわらず、主に戦闘に参加しない聖職者がヘルメットとマントを紋章に使う場合であるが、これは通常紋章デザイナーの判断であって、象徴的な理由というよりはむしろ装飾的な理由のためになされる。

### 配色
マントには、表と裏があり、片方をティンクチャーの原色のうちの1つで彩色したならば、他方を金属色で彩色する。通常、マントは mantled x, doubled y 又は mantled x, lined y と記述される。x と y には、それぞれマントの表のティンクチャーと裏地のティンクチャーを指定する。マントの色は、通常はエスカッシャンの主要な色であり、そうでなければ、紋章を所有している存在を象徴する制服（仕着せ）などの色である。例えば、カナダの国章は白と赤、あるいはギュールズの裏地を持つアージェントのマントで覆われている。さらに、カナダの国章の現在の標準的な解釈では、何枚ものカエデの葉（メイプル・リーフ）が連なる独特の形のマントを持つ。
マントの配色には例外があり、時折上記のような選び方をした色とは異なっているティンクチャーを用いているものもある。ブラック・ローヤリスト・ヘリテイジ協会 (Black Loyalist Heritage Society) の紋章のマントは、表がカウンター・アーミン、裏がアーミンであり、裏表ともにアーミンである唯一の例である。
稀な例ではマントの表を縦に2分割（パー・ペイル）して2色にしていたり、表と裏の両方を縦に2分割にしているものもある。更に稀な例では、縦2分割以外の方法で分割しているものも存在する。また、2色の金属色のパー・ペイルのマントや、全体を単色のティンクチャーとしているおそらく唯一と言ってよい例がある。
皇帝や国王などの君主や皇太子の紋章の場合は、一般に例外扱いである。イギリスの国章と日本の明仁天皇の紋章のマントは、両方とも表がオーア、裏がアーミンであり、そのようなマントは君主に限られている。また、貴族は原色とアーミンを用い、それ以外の階級ではアーミンを使ってはならないという区別がある。
スレイン男爵シリル・ウッズは先端に金色の房のついた、表がギュールズ、裏がアーミンのマント (mantled Gules doubled Ermine tasselled Gold) を持ち、房のついたマントは他にも若干の例がある。

### マントの変化

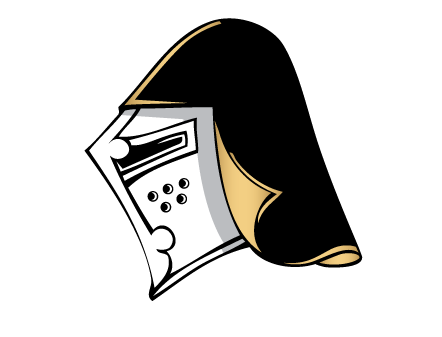
14世紀ごろのマント。布が裂けておらず、首までほどの短いものだった。
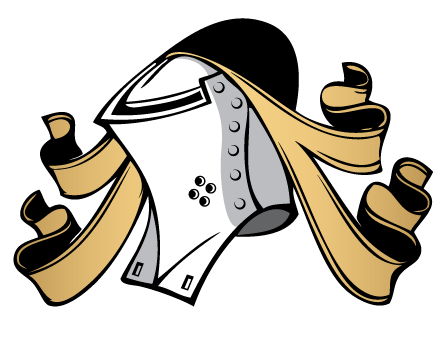
15世紀ごろのマント。裂けたマントが描かれるようになる。
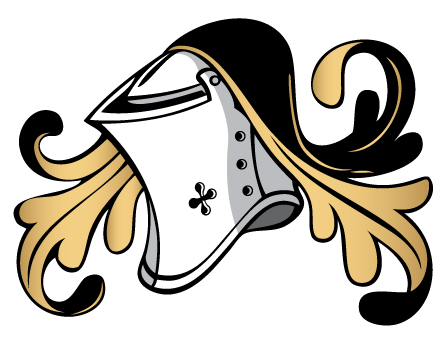
16世紀ごろのマント。裂けたマントが更に枝分かれしてより装飾的要素が強くなる。
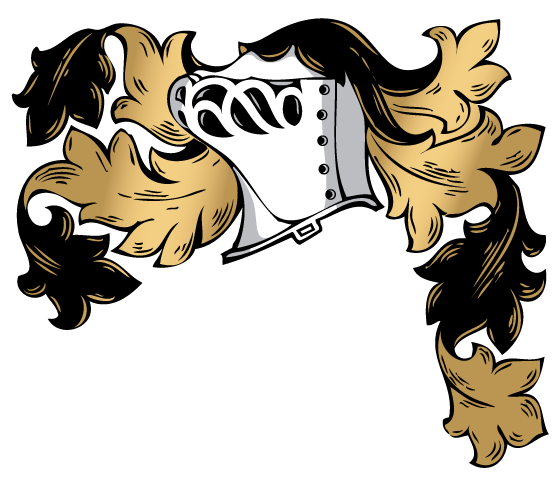
16世紀以降のマント。海草か木の葉のような複雑な形状のものが現れてくる。